# Siale'ataongo Tu'ivakanō
Siale'Ataongo Kaho, Lord Tu'ivakanō (Niutoua, 15 de enero de 1952) es un político tongano que desempeñó el cargo de Primer ministro de Tonga, entre 2010 y 2014 y Presidente de la Asamblea Legislativa, en entre 2014 y 2017.

## Familia y nombre
Siaosi Kiu Ngalumoetutulu Kiutau'ivailahi Kao y su esposa Fatafehi'olapaha Liku en 1952 bautizaron a su segundo hijo e hijo mayor como Siale'Ataongo Kaho.
Cuando su padre falleció, el 20 de enero de 1986, Siale'Ataongo lo sucedió al título nobiliario tradicional de Tuʻivakanō. (literalmente: rey del bote prestado). Como es habitual en Tonga, desde entonces su nombre de bautismo ya no se usa, sino que se lo conoce como Tu'ivakanō, o en un entorno más formal como 'Eiki nōpele Tu'ivakanō, hoy en día traducido en inglés como Lord (noble) Tu'ivakanō . Para distinguirlo de los titulares anteriores, su nombre original se le puede agregar entre paréntesis después de su título.
Tu'ivakanō es el nieto de un expresidente de la Asamblea Legislativa de Tonga, Siosiua Niutupu'ivaha Kaho, que era el hermano menor de Tēvita Polutele Kaho (que también era un Tu'ivakanō), el primer ministro hace apenas un siglo.

## Biografía
Tu'ivakanō fue educado en Tonga, Nueva Zelanda y el Reino Unido. Asistió a la Escuela Primaria Three Kings en Epsom. Luego se fue a Wesley College, ubicado en la pequeña ciudad de Paerata, en las afueras de Pukekohe, al sur de Auckland. Tuvo mucho éxito en Wesley convirtiéndose en Jefe Prefecto, Campeón de Atletismo y Capitán de 1st XV. Las calificaciones de Tu'ivakanō incluyen un Diploma de Enseñanza obtenido en 1974 de Ardmore Teaching College, Nueva Zelanda. En 1991 recibió una licenciatura con honores en Ciencias Políticas después de tres años de estudios en la Universidad Flinders de Australia del Sur.
 Volviendo a Tonga después de sus estudios en Nueva Zelanda, Tu'ivakanō trabajó en la enseñanza en la Escuela Secundaria de Tonga y se formó en el desarrollo de la juventud en Malasia y Singapur en 1980. Ganó experiencia en el sistema educativo de Tonga siendo designado como Oficial de educación del Ministerio de Educación en 1982. Entre 1992 y 1996, se desempeñó como Oficial Superior de Educación para la Juventud, el Deporte y la Cultura. Durante este período, Tu'ivakano participó en diversas organizaciones deportivas de Tonga que ocupaban puestos de presidente en la Liga Nacional de Rugby de Tonga, la Asociación de Sumo de Tonga, la Asociación Nacional de Taekwando de Tonga y la Vicepresidencia del Comité Olímpico de Tonga.

## Carrera política
Tu'ivakanō fue elegido como un representante noble por la isla de Tongatapu en las elecciones de 1996. De julio de 2002 a 2004 se desempeñó como presidente de la Asamblea Legislativa de Tonga. Durante su mandato, estuvo a cargo de las reformas de la Asamblea Legislativa que implican la reorganización de esta, el Reglamento de la Cámara y el reajuste del Plan de Pensiones Parlamentarias de conformidad con otros países de la Mancomunidad de Naciones. En marzo de 2005 fue nombrado miembro del gabinete como ministro de Obras.

### Primer Ministro
El 21 de diciembre de 2010, Tu'ivakanō fue elegido primer ministro en una votación secreta. Después de las reformas constitucionales, esta fue la primera vez que el primer ministro fue elegido por el Parlamento, en lugar de ser nombrado por el monarca. El otro contrincante fue el representante popular Akilisi Pōhiva, líder del Partido Democrático de las Islas Amigas, que tenía doce escaños en el Parlamento. Pohiva recibió doce votos para el cargo de primer ministro, mientras que Tu'ivakanō fue elegido con catorce. Juró su cargo el 22 de diciembre.
Fue bajo el mandato de Tu'ivakanō que Tonga se convirtió, en noviembre de 2011, en miembro fundador del Polynesian Leaders Group, una agrupación regional destinada a cooperar en una variedad de cuestiones, incluida la cultura y el idioma, la educación, las respuestas al cambio climático, el comercio y la inversión.
 El 17 de noviembre de 2011, Tu'ivakanō representó a Tonga en la primera reunión del PLG en Apia, Samoa.
Tras ser derrotado en las elecciones de 2014 por Akilisi Pōhiva, fue nombrado presidente de la Asamblea Legislativa.

## Causas judiciales
En marzo de 2018 Tu'ivakanō fue arrestado y acusado de soborno, perjurio y lavado de dinero.
El 25 de abril de 2020, recibió una sentencia de dos años y una multa de 1.700 dólares por los delitos cometidos; se le permitió conservar su título nobiliario hereditario, propiedades y escaño parlamentario. El cargo de declaración falsa se relacionó con un incidente en julio de 2015 cuando, con el propósito de obtener un pasaporte para Hua Guo y Xing Liu y con la intención de engañar a Inmigración, Tu'ivakano escribió una carta en la que afirmaba que Hua Guo y Xing Liu se naturalizaron como tonganos en octubre de 2014. Los cargos por armas y municiones estaban relacionados con artículos encontrados durante un registro policial de la propiedad de Tu'ivakano en marzo de 2018.